# Esfinx grossa de la vinya

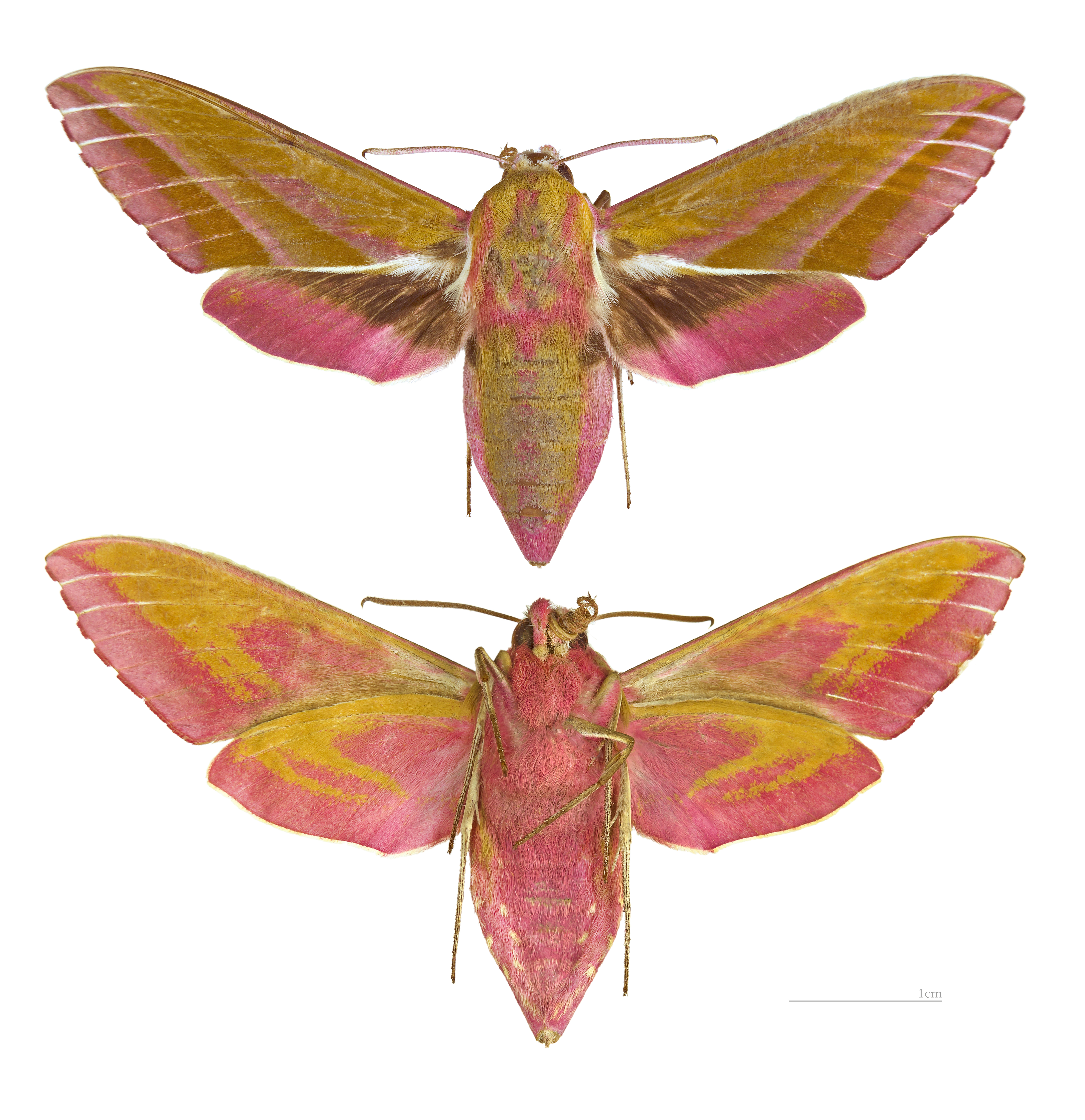

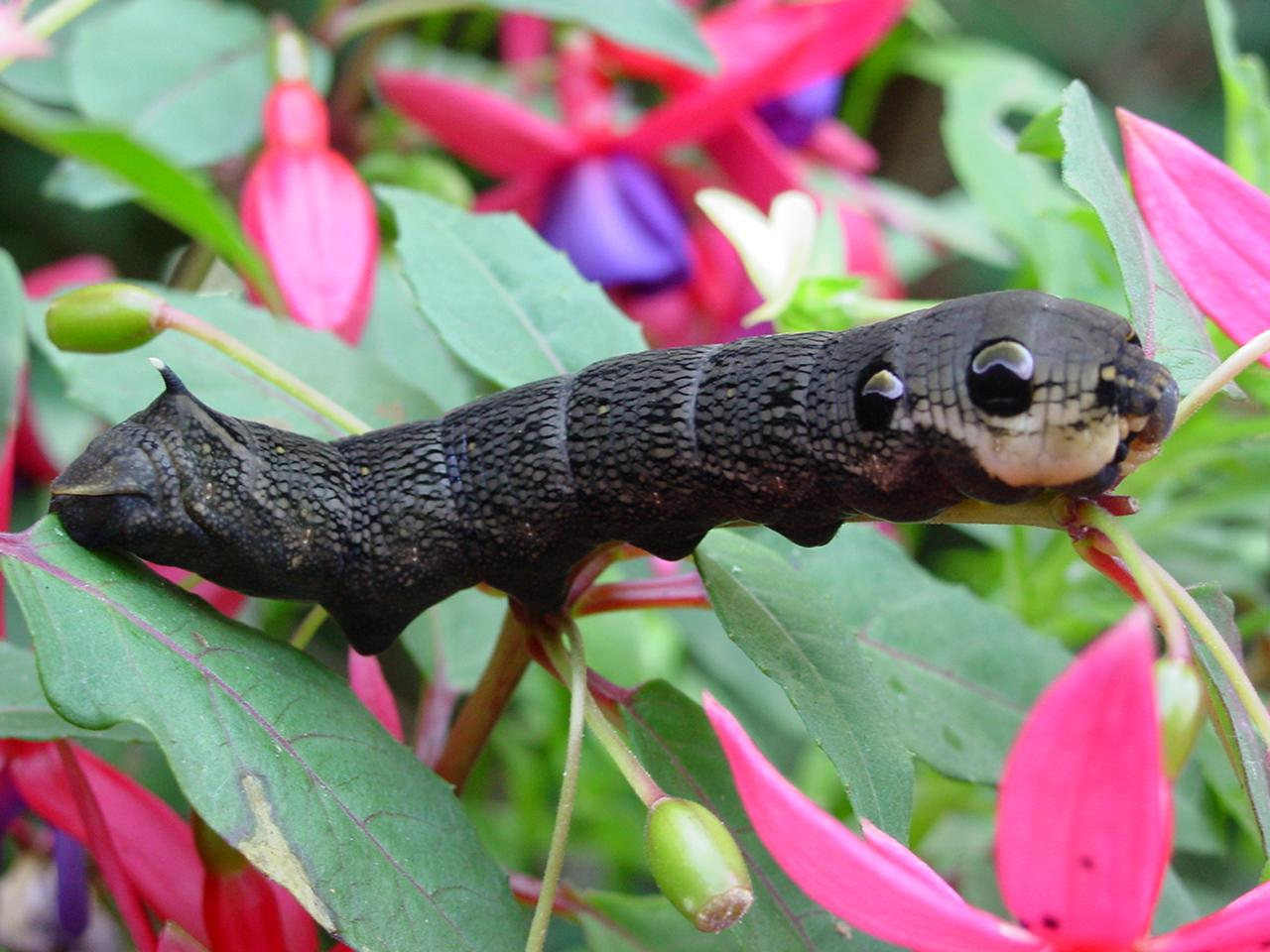
Eruga Deilephila elpenor en posició d'atac (simulat)

L'esfinx grossa de la vinya (Deilephila elpenor) és una espècie de lepidòpter ditrisi de la família dels esfíngids (Sphingidae) amb una distribució geogràfica molt àmplia, trobant-se des de Portugal fins a la Xina i el Japó, però no a Taiwan, incloent-hi els Països Catalans.

## Característiques
Té un cos fort, amb tons suaus morats i rosats. L'envergadura és de 60-70 mm. Les ales anteriors tenen el mateix color morat que el cos i l'abdomen, amb estries nebuloses de color verd oliva. Les ales posteriors però, tenen una zona negra que contrasta amb els altres tons.

## Història natural
A la zona del Mediterrani els adults apareixen entre la primavera i finals de setembre en dues generacions. Els adults volen al vespre tot xuclant el nèctar de les flors.
La femella pon els ous sota les fulles de les plantes que escull. Les erugues mengen les fulles de la matajaia (Epilobium hirsutum) i l'espunyidella (Galium spp). Si manquen aquestes, poden menjar fulles de la fúcsia i la salicària.
Les erugues totalment desenvolupades arriben a fer 7,5 cm de llarg. Són grises i tenen unes taques grans sobre la pell que semblen ulls. Quan se sent amenaçada, l'eruga es posiciona de manera tal que la projecció del cos recorda al cap d'una serp. Sembla que aquesta postura agressiva pot ser efectiva per a espantar ocells.

## Espècies relacionades
- Petit borinot morat, molt similar però de menors dimensions.